# Carballeda de Avia
Carballeda de Avia es un municipio español situado en la parte occidental de la provincia de Orense, en la comunidad autónoma de Galicia. Pertenece a la comarca del Ribeiro.

## Geografía
La Comarca del Ribeiro se encuentra entre las sierras de Faro y Suido, donde confluyen los valles del Miño, Avia, Arnoya y Barbantiño. Se define entre una serie de valles y superficies que contrastan con las altas tierras circundantes de alrededor de 312 km², de los cuales dedica 3000 hectáreas al viñedo.
Rodeado de relieves montañosos y resguardado de la influencia oceánica, el cultivo de la vid  es la característica dominante del paisaje, ocupando casi la totalidad de las laderas y hondonadas en los terrenos de Ribadavia, Castrelo de Miño, Cenlle, Beade, Leiro y Carballeda, así como las pendientes mejor orientadas y soleadas de los municipios limítrofes. 
Tierra regada por una densa red fluvial, con un microclima seco y cálido, pero con una humedad durante el período invernal.

## Geografía humana

### Demografía
Cuenta con una población de 1194 habitantes (INE 2024).
| Gráfica de evolución demográfica de Carballeda de Avia entre 1860 y 2021 |
| |
| Población de derecho según los censos de población del INE Población de hecho según los censos de población del INEEntre el censo de 1860 y el anterior, aparece este municipio porque se segrega del municipio 32069 (Ribadavia) |

### Organización territorial
El municipio está formado por veintiuna entidades de población distribuidas en ocho parroquias:
- Abelenda[5] (San Andrés)[7][4][6]
- Balde[5] (San Martín)[4][8]
- Beiro (San Pedro)
- Carballeda (San Miguel)
- Faramontaos (San Cosme)[4][9][6]
- Muimenta (San Julián)[4][10]
- Novoa[5] (San Esteban)[4][11]
- Villar de Condes[5] (Santa María)[4][12]

## Corporación municipal
| Resultado elecciones municipales del 25 de mayo de 2015 en Carballeda de Avia |       |            |            |
| Nombre                                                                        | Votos | Porcentaje | Concejales |
| Partido dos Socialistas de Galicia                                            | 654   | 59.95%     | 6          |
| Partido Popular de Galicia                                                    | 357   | 32.72%     | 3          |